# Technologie large bande mobile
 (décembre 2023).
Si vous disposez d'ouvrages ou d'articles de référence ou si vous connaissez des sites web de qualité traitant du thème abordé ici, merci de compléter l'article en donnant les références utiles à sa vérifiabilité et en les liant à la section « Notes et références ».
Technologie large bande mobile (en anglais : Wireless Broadband Access ou WBA en anglais) est le terme utilisé depuis [Quand ?] pour décrire différents types de réseau sans fil haute vitesse, offrant un accès Internet par le biais d'un modem portable, d'un téléphone, d'un smartphone ou d'un autre appareil. 
Diverses normes de réseaux mobiles peuvent être utilisées, comme les normes WiMAX, LTE, UMTS / HSPA, EV-DO et certains systèmes d'accès mobile par satellite.